# セント=ブラウンの童話
『セント=ブラウンの童話』（セントブラウンのどうわ）は、美村あきの による日本の漫画作品。『別冊少女フレンド』（講談社）にて、1978年10月号から1979年7月号にかけて連載された。単行本は別フレKCより全2巻。作者の初期の代表作。
19世紀のイングランド、コーンウォール地方の架空の村、セント=ブラウンを舞台とした少女の成長物語。前半はマディ、ジム、セーラ、ロビィの四角関係、後半はジムの兄ビリーとヴェラ先生との恋愛が中心に、物語が展開される。

## あらすじ
マディはお転婆で元気溌剌とした13歳の少女。母親よりレディになるための教育を受けているが、セント=ブラウン村の自然の中で、幼馴染みのジムや弟のネッドらと遊ぶことが好きであった。ある日、村の学校にヴェラという若い女性教師が赴任し、ほどなくしてロンドンよりセーラという富豪の娘が転校してきたことから、それまでのマディの日常は大きく変わってゆく。

## 登場人物
マディーケン（マディ）・ブロディ
主人公。13歳→16歳（最終話）。お転婆で明るい、友達思いの少女。ジムとは5日誕生日が違う。ヴェアに憧れ、教師になることが夢となる。
ネッド・ブロディ
マディの弟。11歳→14歳（最終話）。スケッチが趣味。
エリーズ・ブロディ
マディ、ネッドの母。夫なき後、二人の子供を育ててきた。亡夫、クロードの遺志を継ぎ、マディを一人前のレディにすることが夢。
ジム・トンプソン
マディの幼馴染みの少年。14歳→17歳。父や兄のような農夫になるのが夢。セント=ブラウンの草のにおいが好きで、マディは草のようで、自分は土のようなものだと語る。
ビリー・トンプソン
ジムの長兄。ヴェア先生と恋仲になる。
ダニエル・トンプソン
ジムの次兄。
ピーター・トンプソン
ジムの三兄。
ベン・トンプソン
ビリー、ジムたちの父。妻なき後、四人の息子を男手で育ててきた。マディの一家と家族ぐるみのつきあいをしている。
ドリーン・トンプソン
ビリー、ジムたちの母。ジムを産んだ後、産後のひだちが悪く死去する。
ロビィ・イースト
村の郵便局の息子で秀才。成績はトップでマディのライバル。一見マディに冷たい態度を示していたが、実はマディのことが好き。小説家になるのが夢。
セーラ・ヴェロニック
ロンドンの貴族の娘。14歳→17歳。病弱で、静養のために引っ越してきた。ジムにひとめぼれする。貴族としてのプライドが高く、当初はマディと仲が良かったが、ジムを巡ってライバル関係になる。のちに自分の非礼をマディに謝罪する。マディのことを好きなロビィのことをもどかしくも思う。
ジュリー・ヴェア
村に新しく赴任してきた教師。未亡人。
ティッピー
ネッドのガールフレンド。

## 書誌情報
- 美村あきの 『セント=ブラウンの童話』 講談社〈別冊フレンドKC〉、全2巻、電子版あり。
  1. 1979年2月9日発売[2]、ISBN 978-4-06-106465-2、ASIN B07DQKHD1T
  2. 1979年7月11日発売[3]、ISBN 978-4-06-106478-2、ASIN B07DQF9NBH